# نامش دالیدا است
نامش دالیدا است (به فرانسوی: Son nom est Dalida)
نخستین آلبوم استودیویی دالیدا خواننده زن فرانسوی است. این آلبوم در دسامبر ۱۹۵۶ توسط بارکلی رکوردز منتشر شد. قطعات موجود در این آلبوم ترکیبی از پاپ سنتی هستند که برخی از آنها از ژانرهای فادو و فلامنکو الهام گرفته شده‌اند. آلبوم نامش دالیدا است پس از انتشار نظرات مثبتی را از منتقدین موسیقی دریافت کرد. با تحسین اجرای پرشور دالیدا، و موفقیت تجاری در سطح ملی، با فروش حدود ۲۰٬۰۰۰ نسخه، دالیدا را به عنوان خواننده ای با بالاترین فروش آلبوم در بین خوانندگان فرانسوی آن زمان معرفی کرد.
پس از امضای قرارداد ضبط با بارکلی رکوردز در مه ۱۹۵۶، دالیدا از اوت تا اکتبر سه آلبوم چندآهنگه منتشر کرد که به ترتیب. Madona , La violetera و Bambino بودند. پس از ضبط دو آهنگ نسبتاً موفق بامبینو با یک موفقیت ناگهانی و فوری او را یک شبه به عنوان یک ستاره شناساند که نهایتاً این آهنگ موفقیت زیادی را در جلب نظر مثبت منتقدین و همچنین بازار داشت که آن را به عنوان یکی از آهنگهای موفق فرانسوی وقت شناساند.